# Abdelbaset al-Megrahi
Abdelbaset Ali Mohmed al-Megrahi (Trípoli, 1 de abril de 1952 - Trípoli, 20 de maio de 2012) era um líbio que foi chefe de segurança da Líbia Arab Airlines, diretor do Centro de Estudos Estratégicos em Trípoli, na Líbia, e um suposto oficial de inteligência líbio. Em 31 de janeiro de 2001, Megrahi foi condenado, por um painel de três juízes escoceses sentados em um tribunal especial em Camp Zeist, na Holanda, por 270 acusações de assassinato pelo atendado do vôo 103 da Pan Am sobre Lockerbie, Escócia, em 21 de dezembro de 1988, foi condenado à prisão perpétua. Seu co-acusado, Lamin Khalifah Fhimah, foi considerado inocente e absolvido.
Megrahi apelou sem sucesso de sua condenação em janeiro de 2001. Em junho de 2007, a Comissão de Revisão de Casos Criminais da Escócia concedeu a Megrahi permissão para apelar contra sua condenação pelo atentado em Lockerbie pela segunda vez. Depois de apelar inicialmente, Megrahi abandonou seu segundo recurso em agosto de 2009, pois um recurso em andamento o teria impedido de ser transferido para a Líbia sob o regime de transferência de prisioneiros, o que foi considerado uma possibilidade. Ele decidiu retirar seu recurso dois dias antes de ser solto por motivos de compaixão pelo governo escocês em 20 de agosto de 2009. Os médicos relataram em 10 de agosto de 2009 que ele tinha câncer de próstata terminal. No seu retorno à Líbia, al-Megrahi foi inicialmente hospitalizado, em seguida, teve permissão para partir em 2 de novembro de 2009, passando a residir em uma villa em Trípoli. Ele morreu em 20 de maio de 2012, dois anos e 9 meses após sua libertação.
Vários especialistas jurídicos, bem como o observador da ONU no julgamento de Lockerbie, contestaram veementemente o veredicto que condenou Megrahi, enquanto Ulrich Lumpert, o engenheiro da Mebo AG que testemunhou a validade de uma peça-chave de evidência, admitiu em um depoimento ter mentindo no tribunal.